# Присліп (Хустський район)
При́сліп — село в Україні, у Міжгірській селищній громаді Хустського району Закарпатської області. Населення становить 851 осіб.

## Географія
Село розташоване у північно-східній частині Закарпаття. Воно компактно розмістилося між двома гірськими масивами — Вододільний хребет (на півночі) і Полонинський хребет (на півдні). Це захищає взимку від холодних вітрів і забезпечує прохолодне літо. Село лежить у верхів'ях річки Ріка.
Відтань до районного центру — 24 км, до залізничної станції Воловець — 68 км. Присліп розташований неподалік від стику меж трьох областей: Закарпатської, Львівської та Івано-франківської.

## Історія
Вперше село згадується в 1392 році. Згодом було підтверджено документально у XVII ст. Населення села складали селяни-українців та 29 сімей єврейського походження. За етнічністю селяни називали себе бойками або русинами. Вони мали специфічну говірку — суміш українських діалектів. Селяни займалися сільським господарством, а євреї — торгівлею.
Взимку жителі села рубали ліс і підвозили до річки для сплаву. Дуже дошкуляли селянам різні державні податки. Щоб сплатити їх, вони виїжджали за межі області — в Галичину, Словаччину та Боснію. Більшість селян були неписьменні через матеріальні нестатки та мадяризацію мови.
Тепер у Прислопі є 9 річна школа, дитсадок, 4 церкви, 3 бібліотеки, 3 медпункти і клуб на 300 місць.

## Перекази про походження села
Існують різні теорії походження Прислопа. За словами одного зі старожилів села, «чилядь прийшла сюд з Завіки, бо там бло дуже студино у зимі, а туй у ямі май тепло і звірь худобу так не міг май украсти. А бло туй ведмидів много та люди клали на них великі капкани — прислопи — від цього і назва. Тепир, де школу нову постройили, там я рубав дерево на сісю стару школу, бо там така хаща бла, що темнося у ній було. То бло ще при мадярах, а дале й при чехах».
Як свідчать старожили, перші люди поселилися в районі села на присілку Завийка. Назва цього присілка походить від того, що це було дуже давно, тобто через вік. Тут був збудований монастир і жили перші люди — монахи. Не менш цікава історія приселка Тітківці. Колись, у сиву давнину, втекла сім'я від панів, поселилися тут і жили. Так від слова «тікати» має свою назву приселок Тітківці. Отже, перше поселення починається із присілків. У самому теперішньому центрі села було лише стійбище. Часто на худобу нападали дикі звірі, ведмеді, вовки. Для того, щоб захищати худобу від звірів, пастухи змушені були класти сліпці. Саме від цього походить назва села Присліп — «присліплювати», тобто спіймати.

## Населення
Згідно з переписом УРСР 1989 року чисельність наявного населення села становила 868 осіб, з яких 422 чоловіки та 446 жінок.
За переписом населення України 2001 року в селі мешкали 843 особи.

### Мова
Розподіл населення за рідною мовою за даними перепису 2001 року:
| Мова       | Відсоток |
| ---------- | -------- |
| українська | 99,76 %  |
| російська  | 0,24 %   |

## Герб Прислопа
У 1901 році у Віденському архіві був знайдений дивний клаптик плакату, на якому був зображений у центрі лицарський щит, ліворуч від нього бурий ведмідь, символ Закарпаття, праворуч гірська сарна — одна з найзагадковіших тварин Карпат. Це символічне зображення показувало на титульний герб жителів Карпат. На щиті проявлялись його червоні контури, що є символічним захистом. Щит розділений був по центру вертикально на дві частини. Права його частина ділилась горизонтально на дві частини. У лівій частині прослідковувалися контури ключа — символу мудрості й загадковості. У двох інших частинах були розміщені символ квітки (ймовірно едельвейс) та контур хреста — належність до християнства. Але найцікавіше відкриття чекало на науковців після року досліджень. Внизу прослідковувався надпис, що дуже стерся. Детальний аналіз розкрив цей таємничий напис і науковцям відкрився текст написаний латинню «PRISLOP-1392». Це розкрило таємницю походження плакату. У самому верху вгадувався контур перехрещених топірців.
Згодом у 1939 році на таємному засіданні уряду Карпатської України за представленням Августина Волошина були розглянуті зразки символіки молодої держави, серед них був також і цей зразок, але дещо модернізований. На щиті з'явилась кольори: більша смуга — стала зеленою (символізувала вічно-зелені ліси Карпат) інша — синя і жовта — символи України. На гербу з'явилось багато золотого кольору, що символізувало золото Карпат. Але цей проект так і не був ухвалений у зв'язку з швидкоплинністю тогочасних історичних подій. Оригінал герба був втрачений під час війни.
Вищеописаний герб став частиною герба села Присліп.

## Релігія
Перша церква була малою дерев'яною спорудою, вкритою соломою. Теперішня велика храм св. Миколи Чудотворця, збудована із смерекових брусів, є одним із барокових шедеврів Верховини.

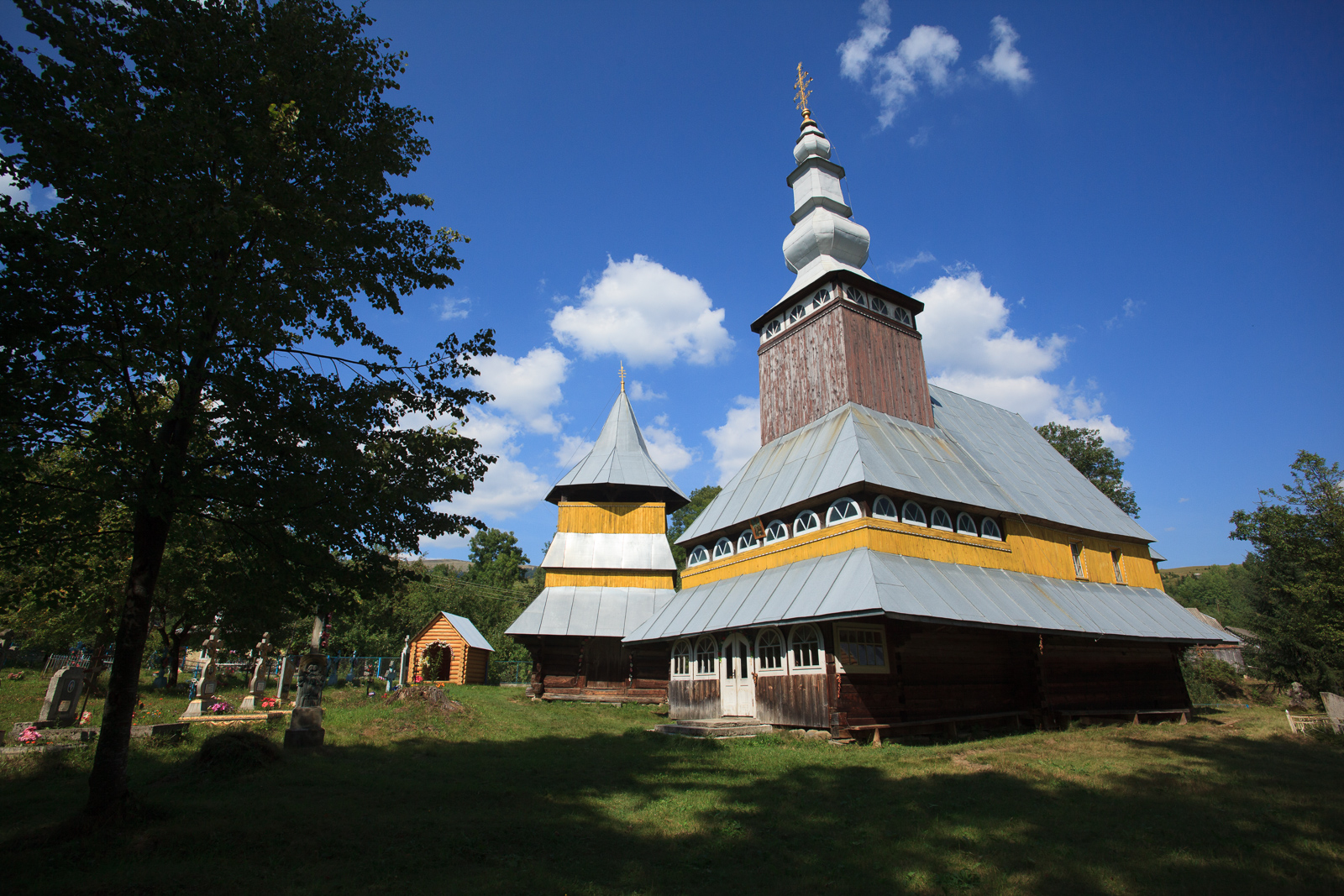
Миколаївська церква

Переповідають, що жителі горішнього кінця ніяк не могли зійтися з жителями нижньої частини села щодо місця спорудження церкви. Тоді горішняни вночі зняли хрест зі старої церкви і закопали його на місці, де стоїть теперішня церква. Долішняни не зрозуміли хитрощів і погодилися на місце, облюбоване «вищою силою».
Церкву датують 1797 роком за написом на верхній поперечині одвірку. Від монументальних форм святині віє могутністю і старовиною. Церква має чудові художні деталі: різьблені стовпчики ґанку, фігурно вирізані випуски вінців зрубів, різьблені арочки верхніх і нижніх голосниць, двері й одвірок із різьбленням. Біля церкви стоїть велика дерев'яна дзвіниця, унікальна за своїми архаїчними формами. Нижній зрубний ярус вкритий крутими схилами опасання, у місці переходу до каркаса — ще один пояс даху, прикріплений майже вертикально і, нарешті, над верхніми голосницями,— могутній восьмисхилий шатровий верх. Відреставрована 1968 року. Дзвіниця добре збереглася і разом з церквою творить гарний архітектурний ансамбль. З нагоди 200-річчя храму його, на жаль, оббили бляхою, позолотили іконостас і спорудили новий престол.

## Туристичні місця
-  храм св. Миколи Чудотворця
- полонини
- мінеральне джерело

## Відомі люди
- Бандусяк Дмитро — окружний провідник ОУН Закарпаття у 1944—1946 рр. Загинув у селі на початку 1946 року.